# Óbidos Kommune
Óbidos Kommune er en by og kommune i distriktet Leira, Portugal. Óbidos er hovedby i kommunen, og har omkring 3100 indbyggere. Kommunen havde 11.772 indbyggere i 2011, og et areal på 141,55 km².
Byen Óbidos er kendt for sin velbevarede middelalderlige bydel gamle bygninger, torv samt fæstning og bymur.
- Óbidos
- Castelo de Óbidos